# Catedral Arquidiocesana Nossa Senhora da Conceição
Igreja Nossa Senhora da Conceição  ou Catedral Metropolitana de Aracaju, foi construída em 1862, mas só foi inaugurada em 22 de dezembro de 1875. Tornou-se Catedral em três de janeiro de 1910. Sua arquitetura está ligada aos elementos marcantes do neoclassicismo e do neogótico com arcos orgivais. Foi tombado pelo decreto de número 6819, de 28 de janeiro de 1985.